# Fermo (provins)
Provinsen Fermo (it. Provincia di Fermo) er en provins i regionen Marche i det centrale Italien. Ancona er provinsens hovedby.

## Kommuner
- Altidona
- Amandola
- Belmonte Piceno
- Campofilone
- Falerone
- Fermo
- Francavilla d'Ete
- Grottazzolina
- Lapedona
- Magliano di Tenna
- Massa Fermana
- Monsampietro Morico
- Montappone
- Montefalcone Appennino
- Montefortino
- Monte Giberto
- Montegiorgio
- Montegranaro
- Monteleone di Fermo
- Montelparo
- Monte Rinaldo
- Monterubbiano
- Monte San Pietrangeli
- Monte Urano
- Monte Vidon Combatte
- Monte Vidon Corrado
- Montottone
- Moresco
- Ortezzano
- Pedaso
- Petritoli
- Ponzano di Fermo
- Porto San Giorgio
- Porto Sant'Elpidio
- Rapagnano
- Santa Vittoria in Matenano
- Sant'Elpidio a Mare
- Servigliano
- Smerillo
- Torre San Patrizio

43°09′37″N 13°43′05″Ø / 43.1604°N 13.7181°Ø